# Short drink
Short drink – rodzaj przyrządzania i podawania koktajlu alkoholowego. Short drink ma objętość do 100 ml. Napoje tego typu są mocniejsze od long drinków gdyż składnikami są zazwyczaj mocne alkohole, a sporządza się je zazwyczaj bez składników rozcieńczających.
Składniki bezalkoholowe dodajemy w małych ilościach. Short drink serwuje się  w kieliszku koktajlowym.
Czasami dodaje się żółtko (czego absolutnie nie robi się w przypadku long drinków), cytrynę lub cukier.